# 1900 aux Territoires du Nord-Ouest
Chronologie des Territoires du Nord-Ouest
- 1896
- 1897
- 1898
- 1899
- 1900
- 1901
- 1902
- 1903
- 1904

Cette page concerne des événements survenus en 1900 dans le territoire canadien des Territoires du Nord-Ouest.

## Politique
- Premier ministre : Frederick W. A. G. Haultain
- Commissaire :
- Législature :

## Événements
- Flot d’émigration de [Qui ?] vers les Territoires du Nord-Ouest.